# Steve Rothery Band: Live in Rome
Steve Rothery Band: Live in Rome is een livealbum van een muziekgroep rondom Marillion-gitarist Steve Rothery. Rothery was nog bezig met de afwerking van The ghosts of Pripyat, wat het eerste album van die band zou moeten worden, toen al een concertreeks was gepland. Op 21 januari 2014 concerteerde die in de Crossroads Live Club in Rome.
De eerste cd bevat instrumentale nummers van de muziekgroep, de tweede cd bevat live-uitvoeringen van nummers van Marillion. De laatste twee songs zijn afkomstig van het album A space odyssey van de Italiaanse band RanestRane, Rothery speelde op dat album mee.

## Musici
- Steve Rothery – gitaar
- Dave Foster – gitaar
- Yatim Halimi - basgitaar
- Leon Parr – slagwerk

Met
- Riccardo Romano – toetsinstrumenten (uit RanestRane)
- Manuela Milanese[1], Alessandro Carmassi[2] - zang

## Muziek
| Nr. | Titel                  | Duur  |
| --- | ---------------------- | ----- |
| 1.  | Morpheus               | 10:06 |
| 2.  | Kendris                | 7:36  |
| 3.  | The old man of the sea | 12:07 |
| 4.  | White pass             | 11:17 |
| 5.  | Yesterday’s hero       | 10:07 |
| 6.  | Summer’s end           | 11:10 |

| Nr. | Titel                                          | Duur |
| --- | ---------------------------------------------- | ---- |
| 1.  | Waiting to happen (album: Holidays in Eden)    | 6:20 |
| 2.  | Afraid of sunlight (album Afraid of sunlight)  | 7:12 |
| 3.  | Easter (album Seasons end)                     | 7:21 |
| 4.  | Sugar mice (album Clutching at straws)         | 6:06 |
| 5.  | Cinderella search (B-kant van single Assassin) | 6;16 |
| 6.  | Monolith part 2                                | 3:50 |
| 7.  | Materna Luna                                   | 7:37 |

| Nr. | Titel          | Duur |
| --- | -------------- | ---- |
| 1.  | gehele concert |      |